# 世界躰道連盟
世界躰道連盟（せかいたいどうれんめい、英: World Taido Federation）は、1985年に祝嶺正献によって創設された躰道における国際統括団体である。略称はWTF。現在、日本を含む10か国が加盟している。現在、アジア地区では日本のみ加盟。

## 加盟団体
- 日本躰道協会
- フィンランド躰道協会
- スウェーデン躰道協会
- デンマーク躰道協会
- フランス躰道協会
- アメリカ躰道
- オーストラリア躰道協会
- イギリス躰道協会
- ポルトガル躰道協会
- オランダ躰道協会

## 大会
- 世界躰道選手権大会